# Lopsenpoort

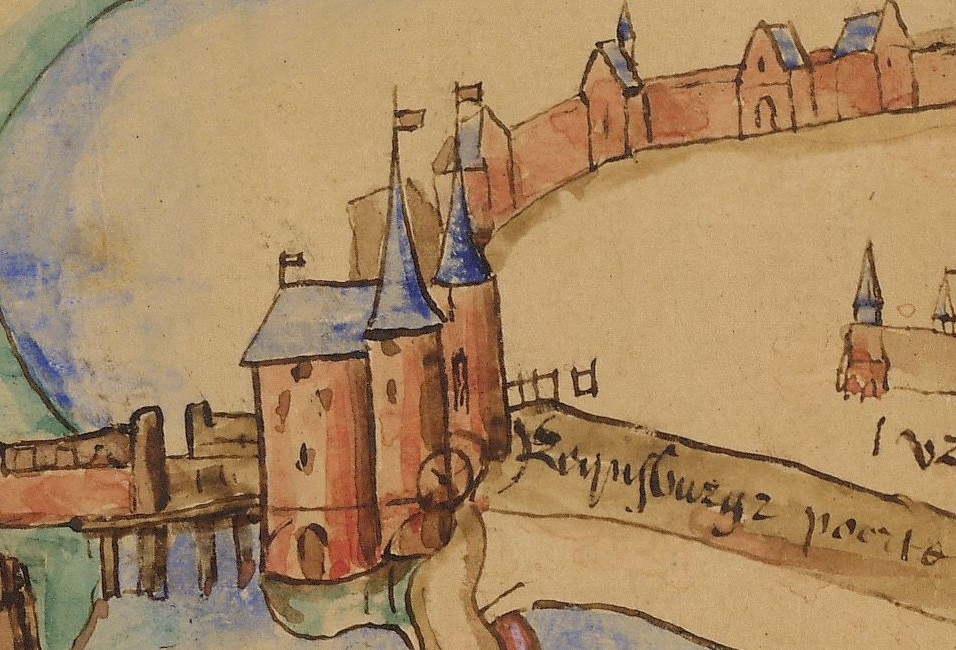
Tekening van de Lopsenpoort uit de 19e eeuw.

De Lopsenpoort is voormalige stadspoort in de Nederlandse stad Leiden. Deze stadspoort bevond zich aan het westelijk einde van de Haarlemmerstraat. De poort werd ca. 1355 gebouwd. Deze poort dankt haar naam aan het klooster Lopsen dat vlak buiten de poort lag. Omdat de poort was vervallen werd deze in 1602 afgebroken. Op dezelfde plaats werd de Blauwpoort gebouwd.